# Championnats d'Europe de natation 1985
Navigation
Rome 1983 Schiltigheim 1987
La 17e édition des Championnats d'Europe de natation se déroule du 4 au 11 août 1985 à Sofia en Bulgarie. Le pays accueille pour la première fois de son histoire cet événement organisé par la Ligue européenne de natation.
Quatre disciplines de la natation — natation sportive, natation synchronisée, plongeon et water-polo — figurent au programme, composé de 39 épreuves. Le tournoi féminin de water-polo se déroule à Oslo en Norvège.

## Résultats

### Natation sportive

#### Hommes
| Épreuve                | Médaille d'or                                                                                    | Médaille d'argent                                                                        | Médaille de bronze                                                                    |
| Nage libre             |                                                                                                  |                                                                                          |                                                                                       |
| 100 m                  | Stéphan Caron France 50 s 20                                                                     | Jörg Woithe Allemagne de l'Est 50 s 38                                                   | Stefan Volery Suisse 50 s 70                                                          |
| 200 m                  | Michael Gross Allemagne de l'Ouest 1 min 47 s 95                                                 | Sven Lodziewski Allemagne de l'Est 1 min 49 s 99                                         | Tommy Werner Suède 1 min 50 s 04                                                      |
| 400 m                  | Uwe Daßler Allemagne de l'Est 3 min 51 s 52                                                      | Sven Lodziewski Allemagne de l'Est 3 min 51 s 54                                         | Rainer Henkel Allemagne de l'Ouest 3 min 51 s 79                                      |
| 1 500 m                | Uwe Daßler Allemagne de l'Est 15 min 8 s 56                                                      | Rainer Henkel Allemagne de l'Ouest 15 min 10 s 34                                        | Stefan Pfeiffer Allemagne de l'Ouest 15 min 20 s 67                                   |
| Dos                    |                                                                                                  |                                                                                          |                                                                                       |
| 100 m                  | Igor Polyansky Union soviétique 55 s 24                                                          | Dirk Richter Allemagne de l'Est 56 s 02                                                  | Sergey Zabolotnov Union soviétique 56 s 88                                            |
| 200 m                  | Igor Polyansky Union soviétique 1 min 58 s 50                                                    | Sergey Zabolotnov Union soviétique 2 min 1 s 88                                          | Frank Baltrusch Allemagne de l'Est 2 min 2 s 57                                       |
| Brasse                 |                                                                                                  |                                                                                          |                                                                                       |
| 100 m                  | Adrian Moorhouse Royaume-Uni 1 min 2 s 99                                                        | Rolf Beab Allemagne de l'Ouest 1 min 3 s 38                                              | Dmitri Volkov Union soviétique 1 min 3 s 59                                           |
| 200 m                  | Dmitri Volkov Union soviétique 2 min 19 s 53                                                     | Alexandre Yokochi Portugal 2 min 19 s 63                                                 | Étienne Dagon Suisse 2 min 19 s 69                                                    |
| Papillon               |                                                                                                  |                                                                                          |                                                                                       |
| 100 m                  | Michael Gross Allemagne de l'Ouest 54 s 02                                                       | Andy Jameson Royaume-Uni 54 s 30                                                         | Marcel Gery Tchécoslovaquie 54 s 86                                                   |
| 200 m                  | Michael Gross Allemagne de l'Ouest 1 min 56 s 65 RM                                              | Benny Nielsen Danemark 1 min 58 s 80                                                     | Frank Drost Pays-Bas 2 min 0 s 16                                                     |
| Quatre nages           |                                                                                                  |                                                                                          |                                                                                       |
| 200 m                  | Tamás Darnyi Hongrie 2 min 3 s 23                                                                | Josef Hladký Tchécoslovaquie 2 min 4 s 13                                                | Peter Bermel Allemagne de l'Ouest 2 min 4 s 47                                        |
| 400 m                  | Tamás Darnyi Hongrie 4 min 20 s 70                                                               | Vadim Yaroshchuk Union soviétique 4 min 21 s 54                                          | Raik Hannemann Allemagne de l'Est 4 min 26 s 33                                       |
| Relais                 |                                                                                                  |                                                                                          |                                                                                       |
| 4 x 100 m nage libre   | Allemagne de l'Ouest Alexander Schowtka Thomas Fahrner Dirk Korthals Michael Gross 3 min 22 s 18 | Allemagne de l'Est Dirk Richter Sven Lodziewski Lars Hinneburg Jörg Woithe 3 min 22 s 32 | Suède Tommy Werner Michael Söderlund Bengt Baron Per Johansson 3 min 22 s 41          |
| 4 x 200 m nage libre   | Allemagne de l'Ouest Alexander Schowtka Michael Gross André Schadt Thomas Fahrner 7 min 19 s 23  | Suède Anders Holmertz Per Johansson Michael Söderlund Tommy Werner 7 min 25 s 69         | Pays-Bas Edsard Schlingemann Hans Kroes Patrick Dybiona Frank Drost 7 min 32 s 82     |
| 4 x 100 m quatre nages | Allemagne de l'Ouest Thomas Lebherz Rolf Beab Michael Gross Alexander Schowtka 3 min 43 s 59     | Allemagne de l'Est Dirk Richter Ingo Grzywolz Thomas Dressler Jörg Woithe 3 min 45 s 35  | Italie Mauro Marini Gianni Minervini Fabrizio Rampazzi Andrea Ceccarini 3 min 46 s 09 |

#### Femmes
| Épreuve                | Médaille d'or                                                                                  | Médaille d'argent                                                                                     | Médaille de bronze                                                                            |
| Nage libre             |                                                                                                | |                                                                                               |
| 100 m                  | Heike Friedrich Allemagne de l'Est 55 s 71                                                     | Manuela Stellmach Allemagne de l'Est 55 s 77                                                          | Conny van Bentum Pays-Bas 56 s 33                                                             |
| 200 m                  | Heike Friedrich Allemagne de l'Est 1 min 59 s 55                                               | Manuela Stellmach Allemagne de l'Est 1 min 59 s 88                                                    | Vania Argirova Bulgarie 2 min 2 s 62                                                          |
| 400 m                  | Astrid Strauss Allemagne de l'Est 4 min 9 s 22                                                 | Anke Möhring Allemagne de l'Est 4 min 10 s 55                                                         | Elena Dendeberova Union soviétique 4 min 14 s 44                                              |
| 800 m                  | Astrid Strauss Allemagne de l'Est 8 min 32 s 45                                                | Sarah Hardcastle Royaume-Uni 8 min 32 s 57                                                            | Anke Möhring Allemagne de l'Est 8 min 40 s 82                                                 |
| Dos                    |                                                                                                | |                                                                                               |
| 100 m                  | Birte Weigang Allemagne de l'Est 1 min 2 s 16                                                  | Kathrin Zimmermann Allemagne de l'Est 1 min 2 s 60                                                    | Natalya Shibayeva Union soviétique 1 min 3 s 12                                               |
| 200 m                  | Cornelia Sirch Allemagne de l'Est 2 min 10 s 89                                                | Kathrin Zimmermann Allemagne de l'Est 2 min 12 s 43                                                   | Jolanda de Rover Pays-Bas 2 min 15 s 06                                                       |
| Brasse                 |                                                                                                | |                                                                                               |
| 100 m                  | Sylvia Gerasch Allemagne de l'Est 1 min 8 s 62                                                 | Silke Hörner Allemagne de l'Est 1 min 8 s 95                                                          | Tania Bogomilova Bulgarie 1 min 9 s 46                                                        |
| 200 m                  | Tania Bogomilova Bulgarie 2 min 28 s 57                                                        | Sylvia Gerasch Allemagne de l'Est 2 min 29 s 02                                                       | Silke Hörner Allemagne de l'Est 2 min 29 s 82                                                 |
| Papillon               |                                                                                                | |                                                                                               |
| 100 m                  | Kornelia Gressler Allemagne de l'Est 59 s 46                                                   | Birte Weigang Allemagne de l'Est 1 min 0 s 45                                                         | Tatyana Kurnikova Union soviétique 1 min 1 s 73                                               |
| 200 m                  | Jacqueline Alex Allemagne de l'Est 2 min 11 s 78                                               | Kornelia Gressler Allemagne de l'Est 2 min 11 s 87                                                    | Petra Zindler Allemagne de l'Ouest 2 min 14 s 62                                              |
| Quatre nages           |                                                                                                | |                                                                                               |
| 200 m                  | Kathleen Nord Allemagne de l'Est 2 min 16 s 07                                                 | Sonia Blagoeva Bulgarie 2 min 17 s 35                                                                 | Susanne Börnike Allemagne de l'Est 2 min 17 s 95                                              |
| 400 m                  | Kathleen Nord Allemagne de l'Est 4 min 47 s 08                                                 | Cornelia Sirch Allemagne de l'Est 4 min 48 s 73                                                       | Sonia Blagoeva Bulgarie 4 min 50 s 69                                                         |
| Relais                 |                                                                                                | |                                                                                               |
| 4 x 100 m nage libre   | Allemagne de l'Est Astrid Strauss Karen König Manuela Stellmach Heike Friedrich 3 min 44 s 48  | Allemagne de l'Ouest Iris Zscherpe Susanne Schuster Christiane Pielke Karin Seick 3 min 47 s 38       | Pays-Bas Conny van Bentum Ilse Oegama Karin Brienesse Annemarie Verstappen 3 min 48 s 59      |
| 4 x 200 m nage libre   | Allemagne de l'Est Astrid Strauss Karen König Manuela Stellmach Heike Friedrich 8 min 3 s 82   | Pays-Bas Jolanda Van De Meer Ilse Oegama Mildred Muis Conny van Bentum 8 min 15 s 14                  | Suède Suzanne Nilsson Maria Kardum Agneta Eriksson Eva Nyberg 8 min 15 s 15                   |
| 4 x 100 m quatre nages | Allemagne de l'Est Birte Weigang Sylvia Gerasch Kornelia Gressler Heike Friedrich 4 min 6 s 93 | Union soviétique Natalya Shibayeva Svetlana Kuzmina Tatyana Kurnikova Elena Dendeberova 4 min 11 s 32 | Bulgarie Bistra Gospodinova Tania Bogomilova Radovesta Pironkova Vania Argirova 4 min 11 s 92 |

### Natation synchronisée
| Épreuve | Médaille d'or | Médaille d'argent                    | Médaille de bronze                     |
| Solo    | Carolyn Wilson Royaume-Uni | Muriel Hermine France                | Alexandra Worisch Autriche             |
| Duo     | Autriche Eva-Maria Edinger Alexandra Worisch                                                                                      | France Muriel Hermine Pascale Besson | Royaume-Uni Amanda Dodd Carolyn Wilson |
| Équipe  | France Pascale Besson Anne Capron Catherine Hameon Muriel Hermine Anne-Caroline Mathieu Sylvie Moisson Odile Petit Karine Schuler | Royaume-Uni                          | Pays-Bas                               |

### Plongeon
| Épreuve         | Médaille d'or                         | Médaille d'argent                      | Médaille de bronze               |
| Hommes          |                                       |                                        |                                  |
| Tremplin de 3 m | Nikolay Droshin Union soviétique      | Petar Georgiev Bulgarie                | Dieter Dörr Allemagne de l'Ouest |
| Haut vol à 10 m | Thomas Knuths Allemagne de l'Est      | Albin Killat Allemagne de l'Ouest      | Domenico Rinaldo Italie          |
| Femmes          |                                       |                                        |                                  |
| Tremplin de 3 m | Zhanna Zhirulnikova Union soviétique  | Irina Sidorova Union soviétique        | Brita Baldus Allemagne de l'Est  |
| Haut vol à 10 m | Anzhela Stasyulevich Union soviétique | Ramona Pätow-Wenzel Allemagne de l'Est | Alla Lobankina Union soviétique  |

### Water polo
| Épreuve | Médaille d'or | Médaille d'argent | Médaille de bronze   |
| Hommes  | URSS          | Yougoslavie       | Allemagne de l'Ouest |
| Femmes  | Pays-Bas      | Hongrie           | Allemagne de l'Ouest |

## Tableau des médailles
| Rang  | Nation               | Or | Argent | Bronze | Total |
| ----- | -------------------- | -- | ------ | ------ | ----- |
| 1     | Allemagne de l'Est   | 17 | 17     | 6      | 40    |
| 2     | Union soviétique     | 7  | 4      | 6      | 17    |
| 3     | Allemagne de l'Ouest | 6  | 4      | 7      | 17    |
| 4     | Royaume-Uni          | 2  | 3      | 1      | 6     |
| 5     | France               | 2  | 2      | 0      | 4     |
| 6     | Hongrie              | 2  | 1      | 0      | 3     |
| 7     | Bulgarie             | 1  | 2      | 4      | 7     |
| 8     | Pays-Bas             | 1  | 1      | 6      | 8     |
| 9     | Autriche             | 1  | 0      | 1      | 2     |
| 10    | Suède                | 0  | 1      | 3      | 4     |
| 11    | Tchécoslovaquie      | 0  | 1      | 1      | 2     |
| 12    | Yougoslavie          | 0  | 1      | 0      | 1     |
| 12    | Danemark             | 0  | 1      | 0      | 1     |
| 12    | Portugal             | 0  | 1      | 0      | 1     |
| 15    | Suisse               | 0  | 0      | 2      | 2     |
| 15    | Italie               | 0  | 0      | 2      | 2     |
| Total | Total                | 39 | 39     | 39     | 117   |

## Tableau des médailles (natation sportive uniquement)
| Rang  | Nation               | Or | Argent | Bronze | Total |
| ----- | -------------------- | -- | ------ | ------ | ----- |
| 1     | Allemagne de l'Est   | 16 | 16     | 5      | 37    |
| 2     | Allemagne de l'Ouest | 6  | 3      | 4      | 13    |
| 3     | Union soviétique     | 3  | 3      | 5      | 11    |
| 4     | Hongrie              | 2  | 0      | 0      | 2     |
| 5     | Royaume-Uni          | 1  | 2      | 0      | 3     |
| 6     | Bulgarie             | 1  | 1      | 4      | 6     |
| 7     | France               | 1  | 0      | 0      | 1     |
| 8     | Pays-Bas             | 0  | 1      | 5      | 6     |
| 9     | Suède                | 0  | 1      | 3      | 4     |
| 10    | Tchécoslovaquie      | 0  | 1      | 1      | 2     |
| 11    | Danemark             | 0  | 1      | 0      | 1     |
| 11    | Portugal             | 0  | 1      | 0      | 1     |
| 13    | Suisse               | 0  | 0      | 2      | 2     |
| 14    | Italie               | 0  | 0      | 1      | 1     |
| Total | Total                | 30 | 30     | 30     | 90    |